# Fletcherklasse
De Amerikaanse marine stelde 175 torpedobootjagers van de Fletcherklasse in dienst tussen 1942 en 1945. De schepen werden gebouwd door scheepswerven door het gehele land en sommigen dienden later nog in de Koreaanse Oorlog en de Oorlog in Vietnam. Ironisch was dat veel van de schepen werden verkocht aan landen waar het tegen gevochten had, (Italië, Duitsland en Japan) en ook aan andere marines, waar ze nog een lange en indrukwekkende staat van dienst hadden. Enkele anderen werden al geannuleerd, nog voordat de bouw begonnen was.
De Fletcherklasse, genoemd naar Admiraal Frank F. Fletcher, was de grootste klasse torpedobootjagers besteld en ook een van de meest succesvolle en populaire klasse onder de manschappen. Vergeleken met eerdere klassen gebouwd voor de Amerikaanse marine hadden deze schepen meer luchtafweergeschut en ander wapens mee, wat een stijging van de waterverplaatsing betekende. Hun "Flush deck" constructie gaf extra structurele sterkte, maar maakte het schip ook extra krap.
Gedurende de Tweede Wereldoorlog werd het luchtafweergeschut vermeerderd tot vijf dubbele 40mm-Bofors plus zeven 20mm wapens in 1945. Drie schepen (Pringle, Stevens en Halford) van zes geplande, werden met een katapult uitgerust om vliegtuigen te lanceren, waarbij een 5 inch kanon en de achterste torpedobuizen moesten wijken. Dit was geen succes en de schepen werden weer teruggebracht in hun oude staat.
Er gingen zeventien schepen verloren tijdens de oorlog, en de rest werd in reserve geplaatst. Een aantal werden er omgebouwd in 1945, waarbij een set torpedobuizen werd vervangen door luchtafweer.
Met de uitbraak van de Koreaanse Oorlog werden er een aantal weer terug in dienst genomen. Tijdens de oorlog werden er 39 opnieuw uitgerust, waarbij de bewapening en torpedobuizen verminderd werden.
Vele schepen werden verkocht aan andere landen in de jaren 1950;
- Argentinië: 5
- Brazilië: 7
- Chili: 2
- Colombia: 1
- Griekenland: 6
- Italië: 3
- Japan: 2
- Mexico: 2
- Peru: 2
- Spanje: 5
- Taiwan: 4
- Turkije: 4
- West-Duitsland: 6
- Zuid-Korea: 3

Alle overige schepen werden gesloopt in de jaren 1970. De laatste Fletcher in dienst was de BAM Cuitlahuac (ex-John Rodgers) verliet de Mexicaanse Marine in 2002, waarmee de Fletchers 60 jaar dienst hebben gedaan.
Vier schepen zijn behouden als museumschepen:
- USS Cassis Young (DD-793), in Boston
- USS The Sullivans (DD-537), in Buffalo, New York
- USS Kidd (DD-661), in Baton Rouge, Louisiana
- AT Velos (D-16) (Griekse Marine), voormalige USS Charette (DD-581) in Faliro, Griekenland

De USS John Rodgers is ook gekocht van de Mexicaanse Marine en zal naar de VS worden gebracht en gerestaureerd worden tot museumschip.
De Allen M. Sumner- en Gearingklasse zijn afgeleiden van de Fletcherklasse.

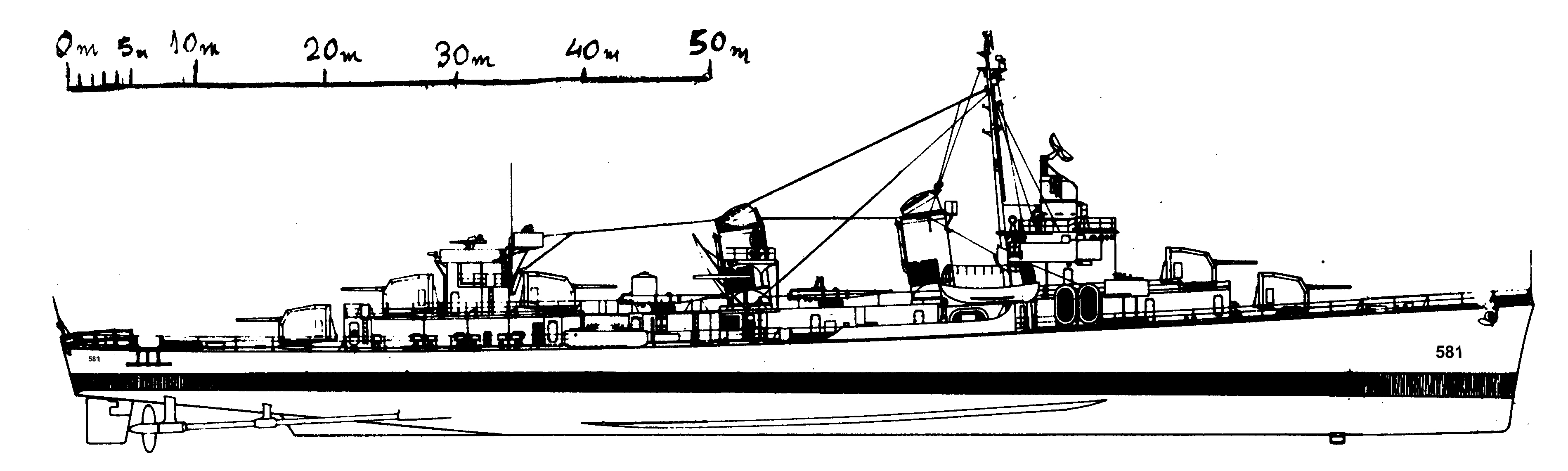
Zij-aanzicht Fletcherklasse